# Bromeilles
Bromeilles é uma comuna francesa na região administrativa do Centro, no departamento Loiret. Estende-se por uma área de 14,44 km². Em 2010 a comuna tinha 332 habitantes (densidade: 23 hab./km²).